# Adelaide Ames
Adelaide Ames (Rock Island, Illinois, 3 de juny de 1900-Squam Lake, Minnesota, 26 de juny de 1932) va ser una astrònoma i assistent de recerca nord-americana a la Universitat Harvard. Va contribuir a l'estudi de les galàxies amb la seva coautoria A Survey of the External Galaxies Brighter Than the Thirteenth Magnitude, que més tard va ser conegut com el catàleg Shapley-Ames. Ames era membre de l'American Astronomical Society i va ser contemporània de Cecilia Payne-Gaposchkin. Va morir en un accident de navegació el 1932, el mateix any que es va publicar el catàleg Shapley-Ames.

## Trajectòria
Adelaide va estudiar al Vassar College fins a 1922 i després al Radcliffe College, on s'acabava de crear el programa d'estudis en astronomia. Es va graduar el 1924, sent la primera dona amb un màster en astronomia en aquella universitat. Inicialment, volia ser periodista, però al no trobar treball, va acceptar el càrrec d'assistent de recerca al Harvard College Observatory , càrrec que va exercir fins a la seva mort. El focus del seu treball era catalogar les galàxies en les constel·lacions Coma i Virgo. El 1931, el catàleg va ser conclòs incloent prop de 2.800 objectes. Aquest treball li va valer l'ingrés al International Committee for Nebulae.
Va ser membre de la American Astronomical Society i contemporània de Cecilia Payne-Gaposchkin.

### Recerca a Harvard
El 1921, Harlow Shapley va començar a dirigir el Harvard College Observatory, i poc després va contractar Adelaide com a assistent. El seu treball inicial consistia en la identificació d'objectes per al Nou Catàleg General de Nebuloses i Cúmuls d'Estrelles (NCG). El 1926, ella i Shapley van publicar diversos articles sobre els formats, colors i diàmetres de 103 galàxies. El 1930, va publicar A catalog of 2778 nebulae including the Coma-Virgo group, que identificava 214 objectes per al NCG i 342 objectes per al Catàleg Índex en l'àrea del Cúmul de Virgo.

### Catàleg Shapley-Ames
Durant la seva estada en l'Observatori d'Harvard, va treballar en el catàleg Shapley-Ames, que llista galàxies més enllà de la tretzena magnitud. De les seves observacions d'aproximadament 1.250 galàxies, van trobar evidència que els aglomerats pròxims al pol nord de la Via Làctia, difereixen dels del pol sud. Aquests resultats van ser significatius perquè van descobrir desnivells generals en la distribució de galàxies que diferien de la presumpció d'isotropia.
El 26 de juny de 1932, el mateix any en què el catàleg Shapley-Ames va ser publicat, Ames es va ofegar durant un passeig amb barca amb un amic al Squam Lake, en bolcar-se el bot. El seu cos va ser trobat després de deu dies de cerca. Va ser enterrada en el Cementiri Nacional de Arlington.